# Уговор о трговинском заступању
Уговор о трговинском заступању познат је и под називом уговор о агентури, јер се заступник често назива и агентом. Израз „агентура“ има различито значење у правној науци и у практичном животу. У најширем смислу речи израз заступање означава све облике заступања економских интереса заступаног лица од стране заступника, који преузима права и обавезе у промету за свог налогодавца, односно, властодавца (принципала).

## Својства уговора, стране, појам, значај
Уговор о трговинском заступању спада у ред уговора о услугама. Он је именован, двострани уговор, теретан, формалан, каузалан, и трајније природе. Он се обавезно закључује у писаном облику, који је услов пуноважности уговора. Ово писмено у пракси служи заступнику да се њиме легитимише пред трећим лицима са датим овлашћењем. У појединим правним системима овај је уговор неформалан, међутим из практичних разлога стране прибегавају писаном облику. То је уговор новијег датума, који је настао из потребе бржег, стручнијег, и економичнијег обављања послова робног промета, али и ради стручне заштите привредних субјеката на тржишту.
Уговор о заступању је уговор између заступника (агента) и налогодавца (властодавца, клијента), којим се заступник обавезује да се стално стара да трећа лица закључују уговоре са његовим налогодавцем, да у том смислу посредује и по овлашћењу закључује у име и за рачун свог налогодавца, а налогодавац се обавезује да за сваки закључени уговор исплати одређену накнаду (провизију). Пошто је уговор о трговинском заступању теретан уговор, провизија има карактер цене за заступничку услугу.
Заступник посредује, закључује уговоре у име и за рачун свог налогодавца и обавља друге правне и фактичке радње у циљу заштите интереса свог комитента, због чега однос између заступника и комитента мора почивати на поверењу.
Да би заступник могао да закључује уговоре у име и за рачун свог налогодавца, он мора имати овлашћење, које може бити: специјално или генерално, на одређено или на неодређено време.
Основни извор права код уговора о трговинском заступању је Закон о облигационим односима. Међутим, као извори права служе и Закон о осигурању, Закон о тржишту хартија од вредности и други прописи.
Један налогодавац може имати више заступника на истом подручју, чак за исту врсту послова. Међутим, један заступник за исту врсту послова на истом подручју не може да обавља заступничку делатност за више налогодаваца, осим уз њихову међусобну сагласност.
Заступање је врста привредне делатности коју обављају стручна лица, са професионалним знањем и практичним искуством у циљу зараде. Потреба за заступањем је постала неопходна, јер заступано лице се ослобађа вршења оних послова за које није оспособљено, а заступник је лице од струке, професије и заната, који послове заступања боље познаје од свог комитента.

## Битни елементи уговора
Полазећи од Закона о облигационим односима, заступник има обавезу да изврши заступничку улогу, а налогодавац да за сваки закључени уговор исплати одређену накнаду (провизију).
Битан састојак уговора је овлашћење које налогодавац даје заступнику у виду налога. Обим овлашћења и врста овлашћења одређују се уговором. Други битни елемент уговора је провизија, која се одрађује уговором, а може бити одређена према тарифи заступника или на други уобичајен начин.

## Садржина и престанак уговора
Садржина уговора о трговинском заступању зависи од обима овлашћења датог заступнику и врсте овлашћења. Стога су обавезе заступника везане за пуномоћје, док су обавезе налогодавца одређене.

### Обавезе трговинског заступника
1. Обавеза вршења послова заступања (посредовање, обавештавање јавности) - Заступник може да посредује у преговорима, тј. да доводи у везу треће лице и свог налогодавца ради преговора, може да учествује приликом закључивања уговора, да се стара о извршењу уговора, даје стручна мишљења, даје и прима потребне изјаве и, ако је овлашћен, да у име и свог налогодавца закључи уговор. Заступник је дужан и да обавештава јавност путем реклама или на неки други начин о предмету пословања свог комитента. Добијено овлашћење, заступник може пренети на другог само уз сагласност налогодавца.
2. Обавеза стручне заштите интереса налогодавца - Заступник је дужан да поступа брижљиво по правилима струке, са пажњом доброг привредника.
3. Обавеза обавештавања - Заступник је дужан да редовно обавештава свог налогодавца о свим значајним околностима, потенцијалним клијентима, стању на тржишту, кретању цена, новим тенденцијама на тржишту итд.
4. Обавеза придржавања упутстава и налога - Делатност заступника ограничена је упутствима и налозима комитента. Трговински заступник не сме примити испуњење обавезе трећег лица према налогодавцу ако за то није посебно овлашћен. Међутим, претпоставља се да је овлашћен да предузима потребне мере ради заштите интереса свог налогодавца, јер то произилази из природе самог посла. Лице које закључи уговор без овлашћења назива се неовлашћени заступник. У оваквом случају, друга страна има право да заступаном остави примерен рок да такав уговор одобри. Ако до тога не дође, уговор је ништав, али налогодавац има право да захтева накнаду штете од неовлашћеног пуномоћника. Иста је ситуација када овлашћени пуномоћник закључи уговор по престанку важења пуномоћја.
5. Обавеза чувања пословне тајне - Како заступник има увид у документа која су пословна тајна његовог комитента, његова обавеза је да сазнања о пословној тајни чува док обавља посредничку и заступничку делатност, па и по извршењу уговора о трговинском заступању.
6. Обавеза вођења пословне књиге (заступничког дневника) и састављања закључница - Заступнички дневник служи заступнику да у њему хронолошки уписује све уговоре које је закључио у име и за рачун свог налогодавца, као и састојке тих уговора. Кад закључи уговор са трећим лицем, заступник је дужан да састави закључницу у три примерка са својим потписом и да их достави трећем лицу на потпис. Један потписан примерак, од стране трећег лица, дужан је да достави свом налогодавцу. Заступнички дневник мора бити оверен код надлежног државног органа.
7. Обавеза плаћања рачуна - Заступник је дужан да налогодавцу полаже рачуне о свом пословању за време трајања уговора, али и по извршењу налога. О начину полагања рачуна стране се уговором споразумеју, а уколико уговором није назначено, важе правила трговинских обичаја.
8. Обавеза враћања ствари - Законска је обавеза заступника да по престанку уговора о трговинском заступању све ствари врати свом налогодавцу. Налогодавац често даје заступнику, ради лакшег и успешнијег обављања посла, различити пропаганди и други материјал, као што су модели, узорци, мустре, макете, рекламни материјал и сл.

### Обавезе налогодавца
1. Обавеза придржавања датог налога - Ступајући у уговорни однос, налогодавац даје налог одговарајуће садржине свом трговинском заступнику. Заступник је дужан да се придржава датих овлашћења, а уколико их прекорачи, налогодавцу дугује накнаду штете коју овај због тога трпи. Уколико треће лице није могло знати за прекорачење овлашћења, закључени уговор обавезује налогодавца, али то не ослобађа заступника од одговорности који је дужан да накнади штету налогодавцу.
2. Обавеза предаје докумената, материјала и сарадње - Налогодавац је дужан да заступнику преда исправе, узорке, мустре, макете, моделе и друга документа ради лакшег обављања послова и да са њим сарађује, контактира, тражи савете и даје своја мишљења. Ту спада и обавеза обавештавања да ли прихвата или не примењен уговор, да ли смањује или повећава обим свог пословања, да ли инсистира на одређеној клијентели и сл.
3. Обавеза плаћања провизије (накнаде) - Накнада представља новчани износ вредности учињене заступничке услуге, чија се висина одређује уговором између налогодавца и заступника. Ако она није уговорена, налогодавац је дужан да плати накнаду према тарифи трговинског заступника или према обичајима у месту заступања.
4. Обавеза накнаде трошкова - Налогодавац није дужан да заступнику надокнади уобичајене трошкове који су урачунати у провизију, али налогодавац ће дуговати неуобичајене трошкове, изванредне трошкове, трошкове који су настали у циљу заштите интереса налогодавца, трошкове који су настали издавањем накнадних налога, као и оне трошкове које је изазвао својом кривицом.

## Престанак важења уговора између налогодавца и заступника
Уговор о заступању престаје ако је закључен на одређено време, па то време истекне. Уговор престаје и сагласношћу обеју страна пре испуњења обавеза из уговора. Такође, он може престати и отказом пуномоћја налогодавца уколико за то постоје озбиљни разлози, као и отказом заступника.